# Campeonato Brasileiro de League of Legends
Campeonato Brasileiro de League of Legends (CBLoL, tiếng Anh: Brazil Championship of LoL) là giải đấu thể thao điện tử Liên Minh Huyền Thoại chuyên nghiệp cấp cao nhất của khu vực Brazil. Giải đấu hiện tại có 10 đội tham dự. Mỗi mùa hàng năm được chia thành hai giải: mùa xuân và mùa hè. Đội vô địch mùa xuân sẽ đủ điều kiện tham dự Mid-Season Invitational, trong khi đó đội vô địch mùa hè sẽ tham dự Giải vô địch thể thao điện tử Liên Minh Huyền Thoại thế giới.
Các trận đấu đã được tổ chức từ năm 2015 tại Riot Studio ở São Paulo và phát sóng qua hình thức livestream, không có khán giả, ngoại trừ trận chung kết, được tổ chức tại các đấu trường như Allianz Parque và có sự tham dự của các bình luận viên, phân tích viên và thuyết trình viên. Ngoài việc phát sóng đầy đủ trên các kênh YouTube chính thức và Twitch, kể từ 2017, CBLoL cũng đã phát trực tiếp các trận đấu trên SporTV, với phạm vi tương tự như Riot.

## Tổng quát
Giải đấu lần đầu tiên tổ chức vào năm 2012, ngay sau khi ra mắt máy chủ Brazil, với sự chuyên nghiệp vẫn còn thiếu sót, khi giải được tổ chức chỉ trong ba ngày. Vào năm 2014, giải vô địch đầu tiên đã được tổ chức: Brazilian League - Champions Series, và cùng năm đó, tiền lệ của hai giải đấu thường niên đã được khai mạc, với việc tổ chức Chung kết khu vực Brazil. Kể từ đó, hình thức 2 giải trong một mùa đã được thông qua, với mỗi giải đấu được thi đấu trong giai đoạn đầu tiên theo thể thức "all against all", và sau đó loại trực tiếp cho đến khi kết thúc. Cũng trong năm 2015, thể thức giải đấu với các thành viên ổn định đã được thông qua, nhưng phải áp dụng hình thức xuống hạng và thăng hạng để mang lại lợi ích tốt nhất cho cuộc đua đầy tính cạnh tranh.
Vào ngày 21 tháng 1 năm 2020, Riot Brazil xác nhận CBLoL được chuyển sang hình thức nhượng quyền thương mại.

## Danh sách đội tuyển
Danh sách các đội tuyển tham gia CBLoL Mùa Xuân 2024.
| Đội             | Xuất hiện lần đầu tại CBLoL | Vai trò thi đấu | Vai trò thi đấu | Vai trò thi đấu | Vai trò thi đấu | Vai trò thi đấu | Huấn luyện viên trưởng |
| Đội             | Xuất hiện lần đầu tại CBLoL | Đường trên      | Đi rừng         | Đường giữa      | Đường dưới      | Hỗ trợ          | Huấn luyện viên trưởng |
| --------------- | --------------------------- | --------------- | --------------- | --------------- | --------------- | --------------- | ---------------------- |
| Fluxo           | Mùa Xuân 2023               | Kiari           | Sting           | Fuuu            | kojima          | scamber         | ONMETA                 |
| FURIA           | Mùa Xuân 2020               | Destroy         | Mir             | Tutsz           | Ayu             | zay             | Maestro                |
| INTZ            | Mùa Hè 2014                 | Tay             | Yampi           | Aithusa Namiru  | NinjaKiwi       | Damage Jockster | Aoshi                  |
| KaBuM! Esports  | Mùa Xuân 2020               | Lonely          | Malrang         | Hauz            | Netuno          | Ceos            | tiOben                 |
| Liberty         | Mùa Xuân 2022               | Makes           | Drakehero       | Piloto          | micaO           | Cavalo          | Turtle                 |
| Los Grandes     | Mùa Hè 2022                 | SuperCleber     | Seize           | Envy            | Celo            | kabbie          | Dionrray               |
| LOUD            | Mùa Xuân 2021               | Robo            | Croc            | tinowns         | Route           | RedBert         | Stardust               |
| paiN Gaming     | 2012                        | Wizer           | Cariok          | dyNquedo        | TitaN           | Kuri            | Xero Sarkis            |
| RED Canids      | Mùa Xuân 2016               | fNb             | Aegis           | Grevthar        | Brance          | frostyy Jojo    | Coelho Kalec           |
| Vivo Keyd Stars | 2013                        | Guigo Sigmaros  | Disamis         | toucouille      | SMILEY Tombrutu | ProDelta        | Hypno                  |

## Thống kê qua các mùa
| Năm  | Giải | Quán quân        | Á quân            | Hạng 3            | Hạng 4            |
| ---- | ---- | ---------------- | ----------------- | ----------------- | ----------------- |
| 2012 | 2012 | vTi Ignis        | vTi Nox           | paiN Gaming       | Insight eSports   |
| 2013 | 2013 | paiN Gaming      | CNB e-Sports Club | RMA e-Sports      | Nex Impetus       |
| 2014 | 1    | Keyd Stars       | paiN Gaming       | CNB e-Sports Club | KaBuM! e-Sports   |
| 2014 | 2    | KaBuM! e-Sports  | CNB e-Sports Club | Keyd Stars        | paiN Gaming       |
| 2015 | 1    | INTZ e-Sports    | Keyd Stars        | paiN Gaming       | KaBuM! Black      |
| 2015 | 2    | paiN Gaming      | INTZ e-Sports     | Keyd Stars        | g3nerationX       |
| 2016 | 1    | INTZ e-Sports    | Keyd Stars        | Operation Kino    | KaBuM! e-Sports   |
| 2016 | 2    | INTZ e-Sports    | CNB e-Sports Club | paiN Gaming       | Keyd Stars        |
| 2017 | 1    | RED Canids       | Keyd Stars        | paiN Gaming       | INTZ e-Sports     |
| 2017 | 2    | Team oNe eSports | paiN Gaming       | RED Canids        | INTZ e-Sports     |
| 2018 | 1    | KaBuM! e-Sports  | Vivo Keyd         | RED Canids        | CNB e-Sports Club |
| 2018 | 2    | KaBuM! e-Sports  | Flamengo eSports  | CNB e-Sports Club | Vivo Keyd         |
| 2019 | 1    | INTZ e-Sports    | Flamengo eSports  | Redemption POA    | CNB e-Sports Club |
| 2019 | 2    | Flamengo eSports | INTZ e-Sports     | KaBuM! e-Sports   | Uppercut esports  |
| 2020 | 1    | KaBuM! e-Sports  | Flamengo eSports  | Vivo Keyd         | FURIA Uppercut    |
| 2020 | 2    | INTZ             | paiN Gaming       | Prodigy Esports   | KaBuM! e-Sports   |
| 2021 | 1    | paiN Gaming      | Vorax             | Flamengo Esports  | RED Canids        |
| 2021 | 2    | RED Canids       | Rensga Esports    | paiN Gaming       | Vorax Liberty     |
| 2022 | 1    | RED Canids       | paiN Gaming       | KaBuM! Esports    | FURIA             |
| 2022 | 2    | LOUD             | paiN Gaming       | FURIA             | RED Canids        |
| 2023 | 1    | LOUD             | paiN Gaming       | Los Grandes       | FURIA             |
| 2023 | 2    | LOUD             | paiN Gaming       | RED Canids        | INTZ              |
| 2024 | 1    | LOUD             | paiN Gaming       | Vivo Keyd Stars   | RED Canids        |
| 2024 | 2    | paiN Gaming      | Vivo Keyd Stars   | RED Canids        | LOUD              |

### Bảng xếp hạng
*   Đội đã giải tán hoặc không còn thi đấu tại CBLoL.
| Đội               | 1 | 2 | 3 | 4 | Tổng số |
| ----------------- | - | - | - | - | ------- |
| INTZ              | 5 | 2 | 0 | 3 | 10      |
| paiN Gaming       | 4 | 8 | 5 | 1 | 18      |
| KaBuM! Esports    | 4 | 0 | 2 | 4 | 10      |
| LOUD              | 4 | 0 | 0 | 1 | 5       |
| RED Canids        | 3 | 0 | 4 | 3 | 9       |
| Vivo Keyd Stars   | 1 | 5 | 4 | 2 | 11      |
| Flamengo Esports* | 1 | 3 | 1 | 0 | 5       |
| vTi Ignis*        | 1 | 0 | 0 | 0 | 1       |
| Team oNe*         | 1 | 0 | 0 | 0 | 1       |
| CNB*              | 0 | 3 | 2 | 2 | 7       |
| Liberty           | 0 | 1 | 0 | 1 | 2       |
| Rensga*           | 0 | 1 | 0 | 0 | 1       |
| vTi Nox*          | 0 | 1 | 0 | 0 | 1       |
| FURIA Esports     | 0 | 0 | 1 | 3 | 4       |
| Los Grandes       | 0 | 0 | 1 | 0 | 1       |
| Operation Kino*   | 0 | 0 | 1 | 0 | 1       |
| Prodigy Esports*  | 0 | 0 | 1 | 0 | 1       |
| Redemption POA*   | 0 | 0 | 1 | 0 | 1       |
| RMA Esports*      | 0 | 0 | 1 | 0 | 1       |
| g3nerationX*      | 0 | 0 | 0 | 1 | 1       |
| Insight Esports*  | 0 | 0 | 0 | 1 | 1       |
| Nex Impetus*      | 0 | 0 | 0 | 1 | 1       |
| Undercut Esports* | 0 | 0 | 0 | 1 | 1       |